# La visione del Colosseo
La visione del Colosseo, conosciuto anche come L'ultimo martire (in spagnolo: La visión del Coloseo. El último mártir), è un'opera del pittore spagnolo José Benlliure y Gil, realizzata nel 1885.

## Storia e descrizione
Questo dipinto ha di dimensioni fuori dell'ordinario: La visione del Colosseo misura oltre 35 metri quadrati. Protagonista è San Telemaco - conosciuto anche col nome di Sant'Almachio, o Sant'Almaquio - un monaco di origini anatoliche che, secondo la tradizione, fu martirizzato alla fine del IV secolo d.C. Chiese che si ponesse fine allo scempio dei combattimenti tra i gladiatori al Colosseo e fu martirizzato dalla folla inferocita che non voleva rinunciare a questi cruenti spettacoli. La Chiesa lo venera il primo giorno dell'anno.
Nel dipinto si vede il santo che parla alla moltitudine, alzando una croce che è fonte di luce vivissima. Il Colosseo appare simbolicamente in rovina, in una notte spettale e tragica, rischiarata dal disco tondo di una luna piena, contro il quale si staglia un volo di pipistrelli-demoni neri. Una scia di indistinte figure femminili, velate e vestite di bianco, cala da regioni del cielo sugli spalti del Colosseo, portando una fredda luce, e si addensa ai piedi del santo. A questa teoria di anime candide rispondono i religiosi nelle loro tuniche scure, mentre qua e là si accendono lumi. Simbolico è lo stacco tra il biancore azzurrino delle anime femminili limpide, che accorrono ad ascoltare e a sostenere il santo, e i pochi gladiatori, coperti di pelli di animali che fuggono in disordine, sui gradoni dell'Anfiteatro Flavio. Nella massa delle figure, centinaia, poco a poco si discernono i particolari.
La visione del Colosseo fu presentata a Madrid all'Esposizione nazionale di belle arti del 1887, suscitando un'ondata di critiche sdegnate. Ebbe tuttavia il riconoscimento della medaglia di prima classe e fu acquistato dallo Stato.
José Benlliure y Gil (1855-1937) aveva studiato alla Scuola di belle arti di Valencia e collaborato con suo padre, il pittore Juan Antonio Benlliure. Completò la sua formazione nello studio del pittore Francisco Domingo Marqués. Trasferitosi a Roma, divenne leader della nutrita colonia di artisti spagnoli ed è stato direttore dell'Accademia Spagnola romana, succedendo a suo fratello, lo scultore Mariano Benlliure. In molti suoi dipinti, come Il carnevale a Roma 1881, la scena è dominata da un horror vacui, cioè da una eccessiva decorazione che ne appesantisce l'impianto. Sposò Maria Ortiz nel 1880.